# Гаудия-вайшнавизм
Гауди́я-вайшнави́зм (IAST: Gauḍīya Vaiṣṇavism; также бенга́льский вишнуи́зм, бенга́льский вайшнави́зм, чайта́нья-вайшнавизм) — религиозная традиция в рамках индуизма, представляющая собой направление вишнуизма, основанное индийским духовным учителем Чайта́ньей (1486—1534). Последователей гаудия-вайшнавизма называют вайшна́вами или кришнаи́тами. «Гаудия» происходит от исторического названия провинции в Восточной Индии — «Гаудадеша», которая располагалась на территории современных Западной Бенгалии и части Бангладеш, — именно там зародился и получил своё первоначальное распространение гаудия-вайшнавизм.
Вайшнавизм (вишнуизм) представляет собой одно из двух главных направлений индуизма наряду с шиваизмом. Хотя эти традиции имеют общее происхождение, каждая из них имеет собственное представление о сущем, и, соответственно, собственный объект поклонения. Главная черта вайшнавизма — это почитание Вишну в качестве верховного личностного Бога («вайшнавизм» означает «поклонение Вишну»). В свою очередь, в рамках вайшнавизма выделяют группу религиозных течений, основанных на поклонении Кришне, — кришнаизм, или Кришна-бхакти. Последователи кришнаизма признают верховной ипостасью Бога не Вишну, а Кришну, считая Вишну одним из воплощений последнего. К кришнаитскому вайшнавизму относится и гаудия-вайшнавизм.
Основоположник гаудия-вайшнавизма, индуистский религиозный проповедник и реформатор Чайтанья, почитается гаудия-вайшнавами особым воплощением Радхи и Кришны в одном лице, чей приход был предсказан в Ведах и Пуранах.
Вайшнавы-кришнаиты, как и абсолютное большинство последователей других традиций внутри индуизма, воспринимают свою религию как санатана-дхарму, «вечную религию», как «универсальное, неотъемлемое свойство души». Другие религиозные традиции рассматриваются последователями гаудия-вайшнавизма как исходящие от Бога, которому в других вероисповеданиях поклоняются под разными именами на основе данных Им откровений.
Начиная с 1960-х годов гаудия-вайшнавизм распространился по всему миру благодаря проповеди Бхактиведанты Свами Прабхупады и основанного им Международного общества сознания Кришны, а также благодаря деятельности других кришнаитских гуру и организаций, занимающихся проповедью за пределами Индии.

## Вероучение

### Общее определение
Гаудия-вайшнавизм является одним из монотеистических течений в индуизме. Философия гаудия-вайшнавизма в первую очередь базируется на «Бхагавад-гите» и «Бхагавата-пуране», а также на таких ведийских писаниях, как Упанишады. Религиозная практика гаудия-вайшнавизма основана на поклонении Кришне и Радхе как мужской и женской формам Бога. В гаудия-вайшнавском богословии, Радха-Кришна выступают как источники всех других форм и проявлений Бога, которые рассматриваются как их аватары или экспансии. Процесс поклонения называется бхакти-йогой. Наиболее важным методом бхакти-йоги для кришнаитов является воспевание имён Радхи и Кришны, в особенности в виде мантры «Харе Кришна». Эта духовная практика носит название киртана или санкиртана.
Основоположник бенгальского вайшнавизма Чайтанья (1486—1534), которого гаудия-вайшнавы почитают как совместное воплощение Радхи и Кришны (Радхи-Кришны), провозглашал равенство всех людей перед Богом и считал, что универсальным духовным путём для всех людей, независимо от их касты, этнической и религиозной принадлежности, является бхакти, путь любви и преданности Богу. Этот универсализм гаудия-вайшнавизма был одним из факторов, которые позволили этой традиции выйти в XX веке за пределы Индии и значительно успешнее, чем многие другие течения индуизма, укорениться на западной почве.
Кришнаиты относят себя к традиции Мадхвы «Брахма-сампрадае», — одной из четырёх ортодоксальных вайшнавских сампрадай. Учение кришнаитов имеет ряд особенностей, которые позволили им выделиться в отдельную ветвь этой традиции, «Брахма-мадхва-гаудия-сампрадаю», с собственным истолкованием трёх базовых текстов веданты — Упанишад, «Веданта-сутр» и «Бхагавадгиты». Оформление религиозно-философской доктрины гаудия-вайшнавизма было начато в XVI веке такими богословами как Рупа Госвами, Санатана Госвами и Джива Госвами. Последний из них является автором труда «Шат-сандарбхи», в котором изложены основные положения богословия гаудия-вайшнавизма. Завершил формулировку кришнаитского богословия Баладева Видьябхушана, составивший в начале XVIII века обстоятельный комментарий к «Веданта-сутрам», который принёс гаудия-вайшнавизму признание как самостоятельной школы теистической веданты.
В религиозном отношении гаудия-вайшнавизм является наиболее поздним крупным самобытным течением в вайшнавизме. В философско-богословском отношении это наиболее поздняя самостоятельная школа теистической веданты, завершающая ряд, начало которому положила основанная Рамануджей школа вишишта-адвайты.

### Отличительные особенности кришнаитского богословия
Можно выделить несколько основных особенностей гаудия-вайшнавизма, отличающих его от других вайшнавских традиций:
- «учение о непостижимо-единораздельном сущем» (ачинтья-бхедабхеда-таттва-вада);
- представление о бхакти не только как о средстве, но также как о цели духовного пути;
- почитание Кришны (а не Вишну или Нараяны) в качестве изначальной формы Бога и источника всех аватар;
- опора на «Бхагавата-пурану» как на основной священный текст и представление учения практически целиком на её основе;
- культ Радхи и поклонение Радхе и Кришне вместе как Радха-Кришне;
- культ Чайтаньи, который почитается кришнаитами в качестве воплощения Радхи и Кришны.

### Священные писания
В гаудия-вайшнавизме признаётся авторитет всех основных священных писаний индуизма: Вед, Брахман, Араньяк, Упанишад, а также Пуран и индуистских эпосов «Махабхараты» и «Рамаяны». Основное внимание кришнаиты уделяют «Бхагавад-гите» и «Бхагавата-пуране», так как в этих писаниях подчеркивается монотеизм и примат бхакти. «Бхагавата-пурана» содержит детальное жизнеописание Кришны: его детские игры во Вриндаване, его жизнь как принца в Двараке и почитается кришнаитами как самая важная из Пуран, которая представляет собой естественный комментарий к «Веданта-сутрам». Из ведийских текстов канона шрути особое внимание уделяется изучению «Ишопанишад» — одной из главных теистических Упанишад.
Принципиальной особенностью гаудия-вайшнавизма, которая предваряет все другие, является принятие «Бхагавата-пураны» как основного священного текста. Другие школы, начиная с школы Мадхвы, также частично основывались на этом тексте, который пользовался огромным авторитетом в течение всего периода индийского Средневековья, но кришнаитские мыслители сделали это со всей решительностью, благодаря чему их учение рассматривается как завершённая систематизация учения «Бхагавата-пураны».
Окончательно вероучение, исповедуемое современными кришнаитами, сложилось к XVI веку и зафиксировано в философских и богословских трудах ближайших последователей Чайтаньи. Из произведений их авторства, к основным канонам духовной литературы кришнаитов принадлежат: агиографии «Чайтанья-чаритамрита» и «Чайтанья-бхагавата», описывающие жизнь и учение Чайтаньи Махапрабху; «Бхакти-расамрита-синдху» — изложение учения Чайтаньи, написанное одним из его ближайших учеников Рупой Госвами; «Упадешамрита» — другой труд авторства Рупы Госвами.

### Бог и живые существа
В вайшнавском богословии, Бог не безличен и не бескачественен, но Он — Бхагаван, высшая личность, обладающая бесчисленными духовными качествами и являющаяся воплощением всебытия, всезнания и всеблаженства. В соответствии с кришнаитским богословием, Кришна является сваям-бхагаваном, — «Верховной Личностью Бога» и Высшей Абсолютной Истиной. Выделяются три основные ипостаси Кришны:
- Брахман — единая, неделимая, безличная энергия Кришны; духовная субстанция, являющаяся основой мироздания;
- Параматма — всепронизывающий, вездесущий и всеведущий Дух, в виде которого Кришна пребывает в сердце каждого живого существа и в каждом атоме Вселенной;
- Бхагаван — Кришна как Верховная Личность Бога, считается наивысшей ипостасью Абсолюта.

Эти три гносеологических аспекта соответствуют трём онтологическим уровням Высшей реальности: сат (бытие), чит (знание) и ананда (блаженство), которые открываются ищущему в зависимости от характера его стремлений. Обретаются они разными путями: джнани, философы, стремящиеся постичь Брахман, обретают вечное бытие (сат), йоги, пытающиеся сосредоточиться в своём сердце на Параматме, достигают совершенного знания (чит), а бхакты, то есть те, кто посвящает себя любовному преданному служению Верховной Личности (Бхагавану), обретают блаженство (ананду).
Все качества Кришны наиболее полно проявлены в Бхагаване (Личностном Боге). Бхагаван включает в себя Параматму и Брахман и является наивысшей ипостасью Бога. Он участвует в делах этого мира, отвечает на молитвы, приходит на помощь, но одновременно с этим постоянно пребывает в своём духовном бытии вне материального времени и пространства.
Кришна в Своей личностной форме Бхагавана проявляет Себя в бесконечном многообразии ипостасей и воплощений, которые представляют собой различные аспекты Его личности. Его ипостаси и проявления носят различные имена, главными из которых для последователей вайшнавизма являются Кришна и Вишну. В гаудия-вайшнавизме Кришна считается изначальным проявлением Бога. Когда Кришна нисходит в материальный мир, Его воплощение называется аватарой. Кришна обладает многообразными энергиями, которые делятся на три основные категории:
1. Антаранга-шакти — это внутренняя, духовная энергия Кришны, у которой есть несколько синонимичных названий: йога-майя, пара-шакти, сварупа-шакти и чит-шакти.
2. Татастха-шакти или кшетрагья-шакти — пограничная, промежуточная энергия Кришны.
3. Бахиранга-шакти (апара-шакти или маха-майя) — это внешняя, материальная энергия Кришны, проявляющая материальный космос — место обитания обусловленных душ.

#### Самбандха, абхидхея и прайоджана
Самбандха, абхидхея и прайоджана — это три ключевые понятия в гаудия-вайшнавском богословии. Самбандха-джнана означает знание о взаимоотношениях между Всевышним Господом Кришной, его энергиями (шакти) и дживами. Соответственно, самбандха-джнана включает в себя знание о трёх таттвах или истинах: Кришна-таттве, шакти-таттве и джива-таттве.
Говорится, что дживу связывают с Кришной вечные взаимоотношения. Информация об этих взаимоотношениях называется самбандхой. Понимание дживой этих взаимоотношений и последующее действие на основе этого понимания называется абхидхея. Достижение премы, или чистой любви к Кришне, и возвращение в духовный мир, в общество Кришны и его спутников — это конечная цель жизни, которая называется прайоджана.

### Карма и реинкарнация
Постоянные рождения живых существ в материальном мире составляют основу феномена переселения душ. Во Вселенной существует около 8 млн. 400 тыс. различных форм жизни, в которых дживы перевоплощаются в соответствии с законом кармы. Кришнаиты, основываясь на авторитете Вед и Пуран, считают, что дживы в материальной Вселенной проходят через процесс духовной эволюции, последовательно воплощаясь в более и более развитых телах. Кульминацией эволюционного процесса дживы является её воплощение в человеческом теле. Среди этих форм человеческая форма считается наилучшей для достижения духовного совершенства и возвращения после смерти в вечную обитель Кришны в духовном мире — Голоку. Приняв человеческое тело, джива может познать Кришну, служить Кришне и любить Его, но не с помощью своих материальных ума и чувств, не по своей собственной воле, а по милости Самого Кришны.

### Бхакти-йога и чистая любовь к Богу
Бхакти, или «преданное служение Кришне», является наилучшим методом достижения совершенства. Выбор служения Богу посредством процесса бхакти-йоги постепенно приводит дживу к освобождению из круговорота сансары материального мира и возвращению в своё естественное состояние в духовном мире как слуги Кришны. Для нынешней эпохи Кали-юги наиболее эффективным методом бхакти-йоги является санкиртана, или совместное воспевание имён Кришны, в особенности в форме мантры Харе Кришна: «Харе Кришна Харе Кришна Кришна Кришна Харе Харе Харе Рама Харе Рама Рама Рама Харе Харе». Процесс повторения этой мантры рекомендуется в таких текстах, как «Калисантарана-упанишада» и «Брихан-нарадия-пурана».
В богословии гаудия-вайшнавизма бхакти является одновременно и средством и конечной целью. Считается, что достигнув совершенства в бхакти, человек достигает совершенства выполнения обязанностей по отношению ко всем живым существам в материальном мире. Бхакти представляет собой всеобъемлющий процесс. Другие методы духовного осознания, такие как джнана, йога и карма, рассматриваются как приводящие индивидуума на путь бхакти. Например, совершенством джнана-йоги считается знание «Бхагавад-гиты» и «Бхагавата-пураны». А карма-йога понимается или как деятельность, выполняемая непосредственно как служение Кришне, или как бескорыстное исполнение своих профессиональных, гражданских и прочих обязанностей.
Бхакти-йога, которая определяется как «любовное служение Кришне» является средством достижения освобождения. Однако высшей целью жизни, превосходящей даже освобождение, считается чистая Бхакти-йога и её результат — чистая любовь к Кришне. Достигнув этой стадии с помощью преданного служения, джива настолько предаётся Кришне, что её уже не беспокоит достижение освобождения или необходимость перерождаться.

### Праведность и греховность
Праведными качествами считаются те, которые способствуют приближению индивида к Богу (правдивость, милосердие, самообладание, внутренняя и внешняя чистота, воздержание от насилия, всепрощение, чувство долга), а греховными — те, которые погружают в круговорот материальной жизни и таким образом отдаляют человека от Кришны (лживость, стяжательство, гордыня, грубость, похоть, невежество, причинение вреда другим, уклонение от выполнения долга). Предполагается, что человек, сознающий свою духовную природу вечной частицы Бога, видит ту же природу и в других; таким образом, его любовь к Богу распространяется и на всех окружающих. Одной из особенностей гаудия-вайшнавизма, выделяющей его на фоне других течений индуизма, является «утверждение превосходства самоотверженной любви и служения над достижением личного спасения».

## Организационная структура и духовная дисциплина

### Варнашрама-дхарма
Как и в других направлениях индуизма, в гаудия-вайшнавизме путь духовного совершенствования основывается на классическом принципе варнашрама-дхармы, согласно которому жизнь человека делится на четыре этапа. Первый из них — брахмачарья, период ученичества и послушничества, который традиционно начинается с 5—10 и продолжается до 25 лет. Ученики дают обет целомудрия и живут в ашрамах, где усваивают духовное знание под руководством гуру и других старших вайшнавов. Обучение проводится в соответствии с природными качествами ученика. Основное внимание уделяется изучению вайшнавских священных писаний, санскрита и богослужебным ритуалам. Целью обучения является не только передача теоретического знания, но и воспитание характера, в особенности таких качеств, как чистота, смирение, целомудрие, целеустремлённость и аскетизм.
Пройдя обучение, ученик получает духовное посвящение (дикшу), и, достигнув определённого уровня зрелости, становится грихастхой — вступает в брак и начинает жизнь домохозяина. Большинство молодых людей выбирает именно этот путь, но некоторые предпочитают оставаться брахмачари, хранить обет целомудрия и посвятить свою жизнь духовным практикам и распространению духовного знания с целью помочь людям. Особо выдающиеся ученики, отличающиеся глубоким познанием священных писаний, чистотой, стойкостью, отрешённостью и способностью давать духовные наставления, получают посвящение в монашеский сан санньясы. Как правило, санньясу принимают пожилые люди, вырастившие детей и исполнившие все свои социальные обязанности, однако в истории гаудия-вайшнавизма санньясу принимали также и молодые люди.
Ведическая культура, которой следуют кришнаиты, основана на представлении о том, что человек является не бренным материальным телом, а вечной душой, духовной частицей Бога. Целью ведической культуры является развитие к концу жизни отречённости, являющейся необходимым условием для освобождения из материального мира и возвращения к Богу. Поэтому последнюю четверть жизненного пути рекомендуется проводить в отречении, посвящая всё своё время духовной практике. На переходе от семейной жизни грихастхи к жизни в отречении существует подготовительный этап, называемый ванапрастхой. На этом этапе муж с женой, вырастив детей, постепенно удаляются от семейных дел, уделяя всё больше времени духовной практике, совершая паломничества. Традиционно считается, что муж, в конце этапа ванапрастхи уже исполнил свой семейный долг и имеет право, оставив жену на попечение старшего сына, посвятить остаток жизни духовной практике. Санньясины, умудрённые жизненным опытом и духовным знанием, традиционно считаются учителями для всех остальных членов общества.

### Традиция и цепь ученической преемственности
Кришнаиты именуют свою традицию «брахма-мадхва-гаудия-сампрадая» (бенгальской сампрадаей, частью Брахма-сампрадаи берущей начало от Брахмы и имеющей в качестве изначального ачарьи Мадхву).
Некоторые современные исследователи и конфессиональные авторы, указывая на ряд исторических фактов и доктринальных расхождений между двумя школами, оспаривают принадлежность гаудия-вайшнавизма к традиции Мадхвы. Так американский индолог и религиовед Гай Бек, подчёркивая своё уважение к Чайтанья-сампрадае, указывает на следующие факты. Идея связи гаудийя-вайшнавизма со средневековой Мадхва-сампрадайей впервые была выдвинута только в XVIII-м веке Баладевой Видьябхушаной. Кроме того, вплоть до наших дней имя Чайтаньи не упоминается ни в одной хронике ученической преемственности Мадхва-сампрадаи. Для светских учёных это означает лишь самобытность и неаффилированность гаудийя-вайшнавизма с какими-либо иными предшествующими течениями.
Другие учёные отмечают, что характер связи между бенгальским вайшнавизмом и сампрадаей Мадхвы можно оценивать по-разному и приходят к заключению, что такая связь безусловно существует. Исследователи также указывают на отсутствие свидетельств в пользу принадлежности чайтаньитов к какой-либо другой традиции. О. Б. Л. Капур на этом основании заключает, что хотя из-за доктринальных различий связь между двумя школами скорее носит формальный характер, гаудия-вайшнавизм безусловно можно считать ветвью сампрадаи Мадхвы.
Каждая из сампрадай в индуизме имеет свою цепь ученической преемственности, называемую «парампара». В вайшнавизме принадлежность к одной из признанных школ играет большую роль. Считается, что духовная практика не приносит плодов, если ученик не получил посвящения в одной из авторитетных сампрадай. Учение каждой сампрадаи сохраняется и передаётся от учителя к ученику из поколения в поколение. Это происходит с помощью таких традиционных методов, как обучение богословию, духовной дисциплине и совершения обрядов духовного посвящения.
Принцип цепи ученической преемственности, парампары, основан на таких древних священных текстах индуизма, как «Бхагавад-гита» (4.2; 4.34), Упанишады («Шветашватара-упанишада», 6.23, «Мундака-упанишада», 1.2.12), Пураны («Бхагавата-пурана», 11.3.21). Согласно традиции индуизма («Бхагавата-пурана», 2.9), парампара началась в самом начале творения, с первого сотворённого в материальном мире существа и творца вселенной — Брахмы.
В различных источниках содержится перечень личностей, через которых преемственность передавалась. В «Прамея-ратнавали» Баладевы Видьябхушаны, одного из самых выдающихся кришнаитских учителей, содержится следующий перечень, считающийся каноническим: Кришна, Брахма, Нарада, Вьяса, Мадхва, Падманабха, Нрихари, Мадхава, Акшобхья, Джаятиртха, Гьянасиндху, Даянидхи, Видьянидхи, Раджендра, Джаядхарма, Пурушоттама, Брахманья, Вьясатиртха, Лакшмипати, Мадхавендра Пури, Ишвара Пури, Чайтанья.
Со времён Чайтаньи последовательность духовных учителей можно определить с гораздо большей исторической точностью. Среди известных деятелей XVI века — Санатана Госвами, Рупа Госвами, Джива Госвами, Рагхунатха Даса Госвами, Рагхунатха Бхатта Госвами, Кришнадаса Кавираджа, XVII—XVIII века — Нароттама Даса, Вишванатха Чакраварти, Баладева Видьябхушана, Мадхусудана Бабаджи, XIX век — Джаганнатха Даса Бабаджи, Гауракишора Даса Бабаджи, Бхактивинода Тхакур, XX век — Бхактисиддханта Сарасвати (основатель Гаудия-матха), Бхакти Прагьяна Кешава Госвами (основатель Гаудия Веданта Самити) и Бхактиведанта Свами Прабхупада (основатель Международного общества сознания Кришны), Шридхара Госвами (основатель Шри Чайтанья Сарасват Матха), Бхактиведанта Нараяна Госвами (основатель Международного общества чистой бхакти-йоги), Бхакти Прамод Пури Госвами (основатель Гопинатх Гаудия Матха), Шриватса Госвами (научный руководитель Шри Чайтанья према самстханы).
Следует учитывать одну особенность преемственности духовных учителей в традиции Гаудия. Чайтанья отказывался формально инициировать кого-либо в ученики, только вдохновляя и направляя своих последователей. Он не основывал общину и не называл преемника. Вот почему с самого начала сампрадая была разделена на несколько линий преемственности, которые практически не были связаны друг с другом и существуют до сих пор. К одной из них, а именно к Гаудия-Сарасвата-сампрадае, принадлежит известное Международное общество сознания Кришны.

### Матх, храм и нама-хатта
Существует несколько традиционных организационных форм, вокруг которых сосредоточивается религиозная жизнь кришнаитской общины. Роль крупнейшей организационной единицы — центра религиозной жизни сампрадаи — исполняет матх (ашрам, монастырь), ядро которого, как правило, образуют санньясины во главе с авторитетным духовным лидером. Исторически в Индии, именно санньясины давали духовное образование и руководство остальным членам общества, поэтому матхи становились центрами культуры, науки и образования, своего рода институтами, в которых изучались и преподавались не только богословские и сопутствующие предметы (логика, санскрит), но и светские дисциплины и искусства.
Мандир, или храм, представляет собой более мелкую структурную единицу и имеет штат брахманов — профессиональных священников и богословов, регулярно проводящих пуджу, чтения священных текстов, различные обряды по случаю рождения, бракосочетания и смерти. Роль храмов также выполняют проповеднические центры, где, как правило, имеется по крайней мере один брахман, проводятся ежедневные или как минимум еженедельные богослужения, идёт обучение и подготовка к получению духовного посвящения.
Мельчайшей единицей выступает нама-хатта, община верующих-прихожан, собирающихся друг у друга для проведения киртана — совместного пения религиозных песен и мантр, чтения священных писаний и других видов совместной деятельности (благотворительной, просветительской, миссионерской, образовательной и др.) Как правило, нама-хатта не имеет своего храма и возглавляет её прошедший образовательную и богословскую подготовку кришнаит, специально на то уполномоченный храмом или региональным центром. По данным на 2007 год в России действуют около 300 кришнаитских нама-хатт, бо́льшая часть которых была организована Международным обществом сознания Кришны.

### Гуру и ученик
Милость Кришны нисходит и передаётся через истинного гуру, который постоянно и неразрывно связан с Кришной узами божественной любви, и только он может привести человека к Кришне. Поэтому важным моментом духовной жизни является принятие духовного посвящения у такого гуру, что является началом духовной жизни. Гуру подобен вечному отцу, который проводит человека мимо подстерегающих опасностей материального существования в духовный мир. Только гуру и Кришна могут посеять в сердце человека «семя бхакти». Никто без их милости не может достичь какого-либо прогресса в духовной жизни.
Ученику необходимо следовать наставлениям своего гуру и признавать его авторитет в духовных вопросах, однако слепое повиновение осуждается. В гаудия-вайшнавизме, роль истинного духовного учителя сравнивается с капитаном корабля, который способен привести на нём своего ученика к берегу духовного мира через бушующий океан материального бытия.
Существует две основные формы духовного руководства в вайшнавской бхакти: шикша — наставления и дикша — гуру дает мантры для реализации своего духовного положения. Дикшу имеют право давать только постигшие свою духовную форму личности, гуру. Шикша основана на принципе обращения за наставлениями к сведущему в духовной науке человеку. Существует два вида гуру:
- Дикша-гуру («инициирующий гуру») — гуру, который даёт ученику дикша-мантры, благодаря практике которых человек получает самбандха гьяну (знание о своей духовной форме) и избавляется от всех грехов, ложных самскар и отождествлений. Каждый ученик может принять только одного дикша-гуру. Без посвящения дикша-гуру никто не может осознать своих отношений с Богом.
- Шикша-гуру («наставляющий гуру») — процесс шикши представляет собой систематическую передачу знаний и опыта через наставления и слух (шраванам). В гаудия-вайшнавизме шикша является основой взаимоотношений гуру и ученика. Дикша-гуру может передать ученика шикша-гуру для обучения у него духовному знанию. Шикша-гуру может быть несколько. В процессе обучения шикша-гуру помогает духовному развитию ученика. Только в личном общении с шикша-гуру уровнем не ниже дикша-гуру ученик может полностью развить свои отношения с Богом.[источник не указан 4097 дней]

Во время духовного посвящения дикша-гуру и ученик принимают на себя определённые взаимные обязательства — гуру обязуется нести ответственность за возвращение ученика в духовный мир, обратно к Богу, а ученик обязуется следовать указаниям гуру. Однако, слепое и бездумное подчинение ученика гуру никогда не поощрялось. Так, в «Махабхарате» говорится, что ученик должен отказаться от гуру, если тот был осквернён страстями и пороком, невежествен, не способен отличить хорошее от дурного и продолжать следовать по пути чистой бхакти.
Каждый, стремящийся серьёзно к духовному совершенству, должен избрать себе как гуру одного из опытных старших кришнаитов и получить от него духовное посвящение (дикшу). Гуру должен быть представителем парампары, обладать духовным знанием и иметь в своём сердце любовь к Богу. Благодаря всему этому, гуру должен владеть своим умом, речью, поступками и, будучи выше чувственных побуждений, контролировать свои чувства.
Вначале ученик должен испытать гуру, задавая ему вопросы, и убедиться в том, что он соответствует своему положению и что его слова и поступки находятся в строгом соответствии со словами и поступками предшествующих ачарьев сампрадаи, а также с наставлениями священных писаний. Истинный гуру должен учить других личным примером и являть собой образец в духовной жизни. Принимая ученика, гуру берёт на себя руководство его духовной жизнью, что помогает ученику преодолеть препятствия и избежать ошибок, неизбежных для тех, кто пускается в путь без помощи духовного наставника. Гуру содействует ученику в освоении многочисленных правил и наставлений, касающихся практики бхакти-йоги.

## Религиозные обряды и практики

### Бхакти и ритуал
В соответствии с идеей бхакти, вся деятельность человека, вставшего на путь духовного совершенства, должна быть направлена на то, чтобы приблизиться к Богу. Для развития преданности Богу человеку рекомендуется принимать то, что содействует практике бхакти-йоги, и отвергать то, что ей мешает. Именно это служит критерием определения ценности любого действия или поступка. Поэтому для кришнаитов не существует обрядов или ритуалов самих по себе, выполняемых как дань традиции. В гаудия-вайшнавизме любой элемент духовной практики должен содействовать достижению любви к Кришне и являться способом выражения такой любви. Однако, в выполнении духовных практик подчёркивается важность следования традиции и авторитетам.
Вся практическая сторона жизни кришнаитов тщательно разрабатывалась выдающимися духовными учителями традиции в течение нескольких веков. В «Чайтанья-чаритамрите», в конце беседы с одним из своих ближайших учеников Санатаной Госвами, Чайтанья просит его написать книгу, которая включала бы подробное описание поклонения мурти, повторения имени Бога, а также различные правила поведения и гигиены, которым должны следовать кришнаиты. В результате Санатана Госвами написал книгу под названием «Хари-бхакти-виласа», которая с тех пор является руководством по всем видам духовной практики и к которой кришнаиты обращаются всегда, когда возникает необходимость разрешить какие-либо спорные вопросы или уточнить что-либо.
В «Хари-бхакти-виласе», а также в таком основополагающем труде кришнаитской бхакти как «Бхакти-расамрита-синдху» (авторства Рупы Госвами), описываются множество разнообразных предписанных действий, выполнение которых помогает человеку полностью сосредоточить своё сознание на Боге. Однако кришнаитские учителя опасались того, что эти предписания не всегда и не везде могут быть выполнены в полном объёме и что слишком строгая регламентация может привести к превращению служения Богу, основанного на любви и преданности, в формальный ритуал. Поэтому из всего многообразия видов духовной практики и правил этикета они обычно выделяли наиболее важные, без которых духовный прогресс был бы крайне затруднительным, остальные же считались просто желательными, исполнение которых зависело от времени, места и обстоятельств. Со временем, по мере того, как менялась ситуация в обществе, происходили и некоторые изменения в правилах, в частности после того как гаудия-вайшнавизм вышел за пределы Индии и распространился по всему миру.
Благодаря тщательно оберегаемой и поддерживаемой преемственности, «дух» традиции остался прежним, что можно заметить, если сравнить поклонение, духовную практику и образ жизни нынешних кришнаитов с поклонением, духовной практикой и жизнью современников Чайтаньи, подробно описанными в «Чайтанья-чаритамрите», «Чайтанья-бхагавате» и других кришнаитских текстах XVI века.

### Ритуальная практика и степени духовного посвящения
Ритуальная практика последователей гаудия-вайшнавизма мало чем отличается от практики других течений вайшнавизма. Она состоит из пения мантр (киртана или бхаджана), поклонения мурти Вишну-Кришны в различных Его формах, а также почитание святых, выдающихся гуру, проведения ведических огненных жертвоприношений, самскар (бытовых обрядов) и т. д. Основы ритуальной практики кришнаитов изложены в Вайшнава-агамах, в которых объясняется ритуальная и культовая практика вайшнавизма.
Как вайшнавизм в целом, так и бенгальский вайшнавизм в частности, всегда отличался открытостью и неприятием кастовой системы с её предрассудками. В вайшнавских писаниях говорится, что каждый человек, независимо от своего происхождения, может заниматься ритуальной деятельностью. Основным условием считается искренняя вера в Бога, хотя для такой практики, как поклонение мурти в храме или проведение огненных обрядов, необходимо следовать определённым нормам внешней чистоты и получить посвящение в брахманы (дикша).
Ритуальная практика кришнаитов имеет несколько ступеней посвящения. Первое посвящение, харинама, даётся кандидатам, желающим повторять харе кришна мантру и соблюдать в течение всей жизни определённые правила, традиционные для кришнаитов. Не употреблять в пищу мясо, рыбу, яйца (однако рекомендуется употребление молока и молочных продуктов, овощей, фруктов, ягод, орехов, зерновых); не употреблять никаких наркотиков и одурманивающих средств; не вступать в половые отношения вне брака; не участвовать в азартных играх.
Посвящение имеет право давать только гуру. Одним из других требований для получения духовного посвящения является даваемый кандидатом обет ежедневного индивидуального повторения на чётках маха-мантры «Харе Кришна, Харе Кришна, Кришна Кришна, Харе Харе/ Харе Рама, Харе Рама, Рама Рама, Харе Харе». Практика повторения мантры шёпотом на чётках, называемая джапой, имеет очень древнее происхождение и является одним из ключевых элементов духовной практики не только во всех течениях вайшнавизма, но и во всех основных направлениях индуизма.
Второе посвящение, дикша, даётся тому кто серьёзно, всю жизнь намерен заниматься практикой. Для того, чтобы его получить, необходимо обратиться к гуру, служить ему, желать получить духовное прозрение. Получение дикша посвящения формально позволяет человеку проводить пуджу, поклоняться на алтаре в храме изучать священные писания т. п.
Третье посвящение, возведение в монашеский сан санньяси, является уделом и привилегией лишь очень немногих и даётся с очень большой разборчивостью. Санньяси даёт обет целомудрия и отречения от мира. Традиционно титул санньяси принимали люди, возглавлявшие духовные организации — матхи.
Храмовое поклонение последователей гаудия-вайшнавизма строится на тех же принципах, что и поклонение в храмах других традиций вайшнавизма. В его основе лежит представление о том, что мурти, иначе называемое арча-виграха является одним из Его проявлений в этом мире. По представлениям кришнаитов, Бог по Своей милости приходит в этот мир в скульптурном образе и принимает поклонение. Специальный ритуал установления мурти одухотворяет его и делает его объектом поклонения. Это поклонение является неотъемлемой частью регламентированного служения Богу, называемого садхана-бхакти.
Стандарты храмового поклонения в гаудия-вайшнавизме могут несколько отличаться в различных храмах, но основные элементы остаются неизменными. Храмовое поклонение, как правило, состоит из шести ежедневных богослужений. Первое из них, Мангала-арати, начинается ещё до восхода солнца, около 4:30 утра, а последнее, Гаура-арати, заканчивается около 20:00 и включает в себя также предложение пищи на алтаре. Поклонение мурти состоит из подготовительных очистительных обрядов, подготовки атрибутов поклонения, медитации и декламации мантр, непосредственно самого поклонения и, наконец, изучения священных писаний в более широком контексте храмового служения. Правила проведения всех этих ритуалов подробно описаны в специальном руководстве «Панчаратра-прадипе».

### Повторение имён Бога
Хотя у Бога существует множество имён, Чайтанья Махапрабху рекомендовал для повторения прежде всего мантру «Харе Кришна». Для её повторение не даётся никаких правил — её можно повторять всегда и везде.
Обращаясь к именам Бога, из которых состоит мантра, человек входит в контакт с Богом во всей Его полноте. Кришнаиты считают, что в имени Кришна присутствует сам Кришна со всеми его качествами, в имени Рама — все аватары, в имени Хара, которое представляет собой одно из имён Радхи — все шакти, поэтому нама-бхаджана, повторение имён Бога, является наиболее важной ритуальной практикой кришнаитов.
Индивидуальное повторение мантры называется джапой. Джапу рекомендуется повторять в период брахма-мухурты — ранние утренние часы, которые рассматриваются как наилучшее время суток для этой практики. Мантру повторяют на чётках, называемых джапа-мала. Изготавливают их из одного из священных деревьев — туласи или нима и обычно держат в специальном мешочке, который помогает поддерживать их в чистоте. В гаудия-вайшнавизме, для совершения медитативной практики повторения имён Бога не обязательно сидеть в одной позе, как это делают йоги, занимаясь медитацией. По желанию можно сидеть, стоять или ходить, самое важное — быть сосредоточенным на звуках имени.
Другой вид нама-бхаджаны — киртан или бхаджан, совместное пение святого имени. Для киртана кришнаиты собираются вместе и следующим образом: сначала ведущий поёт мантру, затем все хором её повторяют, затем снова вступает ведущий и т. д. Пение обычно аккомпанируется на мридангах и караталах (маленьких цимбалах), также используется фисгармония и иногда другие инструменты. В киртане, как правило, используются традиционные мелодии. Хотя киртан является одной из основных отличительных особенностей гаудия-вайшнавизма, эта практика также широко распространена в других течениях индуизма и в сикхизме.
В начале XVI века Чайтанья Махапрабху выступил инициатором проведения в Индии харинама-санкиртаны — многолюдных шествий с пением мантр, которые представляли собой красочное зрелище. Эту традицию продолжают кришнаиты во многих странах мира, где уже стали привычными их шествия по улицам городов с пением, танцами и под аккомпанемент музыкальных инструментов. Целью практики харинама-санкиртаны в публичных местах является популяризовать харинама-санкиртану очистить общество и пробудить любовь людей к Богу, Кришне.

### Изучение священных писаний
Изучение священных писаний (шастр) является другой важной духовной практикой в гаудия-вайшнавизме. В кришнаитских общинах и храмах принято ежедневно читать и изучать такие священные тексты индуизма, как «Бхагавата-пурана» и «Бхагавад-гиту» и другие.
Ключевым аспектом изучения шастр является следование их положениям в повседневной жизни и передача осознанного духовного знания другим. В представлении кришнаитов, передача духовного знания в форме книг, лекций и наставлений представляет собой высший тип благотворительной деятельности, способной изменить общество в целом, направляя людей к служению Богу, на путь бхакти.

### Поклонение божествам
В гаудия-вайшнавизме, как и практически во всех остальных направлениях индуизма, Бог считается всемогущей личностью, обладающей способностью превратить материальную энергию в духовную. Поэтому мурти, или образ Бога, сделанный из таких материальных элементов, как камень, дерево, металл или глина, является объектом поклонения в храмах и считается непосредственно Самим Кришной, из милости явившим Себя для людей в зримой форме.
В Индии существует множество храмов Вишну и Кришны, которые ежегодно посещают миллионы паломников. Самые знаменитые мурти Вишну — Джаганнатха в Пури, Венкатешвара в Тирупати, Виттхала в Пандарпуре и Ранганатха в Шрирангаме. Кришнаиты особенно почитают мурти Джаганнатхи, которому поклонялся сам Чайтанья, а также мурти храмов Вриндаваны и Маяпура. Самые известные вриндаванские мурти были установлены в XVI веке учениками Чайтаньи в построенных ими храмах. Есть и современные храмы, появившиеся недавно, в которых поклоняются божествам Радхи-Кришны, Чайтаньи и Нитьянанды, Рамы и Ситы и т. д.
Пуджи в кришнаитских храмах сопровождаются музыкой, пением и танцем, наряженным и украшенным мурти подносят цветы, фрукты и благовония.
Многие кришнаиты, особенно семейные люди, устанавливают мурти у себя дома и поклоняются ему. Кришна, являясь перед своим последователем в виде мурти, тем самым позволяет служить Себе непосредственно: омывать, одевать и украшать Своё тело, кормить Себя, укладывать спать и т. д. Считается, что человек, который поклоняется Богу таким способом, получает уникальную возможность развить в себе привязанность и любовь к Нему.

### Прасад: приготовление пищи для удовлетворения Бога
Приготовление прасада является одним из важных элементов духовной практики кришнаитов. Прасадом считается пища, которая была с любовью приготовлена для Кришны, а затем предложена мурти. Прасад считается освящённой едой, так как в ходе ритуала предложения, его коснулся Кришна. Принимать прасад следует с благоговением и почтением. Считается, что прасад помогает обуздать язык, очищает тело и ум.
Прасад должен приготовляться в максимально чистых условиях. Необходимо использовать только свежие и как можно более чистые вегетарианские продукты. Полностью исключаются мясо, рыба, яйца, а также такие растительные продукты, как лук, чеснок и грибы. Кришнаиты питаются всеми видами овощей, фруктов, зерновыми, бобовыми, молочными продуктами, ягодами, зеленью, орехами. Во время приготовления пищи, пробовать её запрещается и рекомендуется размышлять о Кришне. После окончания приготовления пищи её с молитвой подносят мурти в специально предназначенной для этой цели посуде. Как правило, перед едой кришнаиты читают хором стихи авторства Бхактивиноды Тхакура, в которых прославляется прасад.
Приготовление и предложение прасада Кришне является для кришнаитов естественным выражением преданного служения Ему. Кришнаиты верят в то, что человек, вкушающий освящённую пищу, способен очиститься духовно и пробудить в своём сердце любовь к Кришне. В таком понимании прасад благоприятен для всех живых существ (людей, животных, растений и др.). Поэтому кришнаиты искренне стремятся поделиться им с окружающими без каких-либо корыстных мотивов. В вайшнавских храмах существует традиция подносить прасад посетителям и устраивать пиры для прихожан и для всех желающих.
В Индии, где глубоко укоренено представление о том, что прасад в храмах предназначен для всех, в христианских храмах помещают специальные объявления, в которых разъясняется, что просфора — это не предназначенный для всех прасад, а особая пища только для христиан.

### Праздники и паломничества
Неотъемлемой чертой вайшнавской жизни являются пышные празднества. Все праздники сопровождаются разнообразными торжественными церемониями, особыми богослужениями, распространением праздничного прасада, чтением священных текстов, декламированием ведийских гимнов, проведение огненных ритуалов, пением мантр и вайшнавских бхаджанов, концертами и спектаклями на традиционные сюжеты. Вайшнавские фестивали отмечаются по индуистскому лунному календарю. Наиболее важные для кришнаитов праздники, это:
- Кришна-джанмаштами — явление Кришны (август-сентябрь)
- Гаура-пурнима — явление Чайтаньи Махапрабху (февраль-март)
- Рама-навами — явление Рамы (март-апрель),
- Нрисимха-чатурдаши — явление Нарасимхи — Кришны в облике человекольва (май)
- Говардхана-пуджа — поклонение священному холму Говардхана
- Радхаштами — явление Радхи (сентябрь).

Во время других фестивалей отмечаются различные деяния Кришны и его аватар: Дол-ятра, Джхулан-ятра, Нитьянанда-трайодаши (явление Нитьянанды), Вараха-двадаши. Также отмечаются дни явления и ухода ачарьев и святых традиции. Например, в Международном обществе сознания Кришны наибольшее значение придаётся празднованию дней явления и ухода Бхактиведанты Свами Прабхупады, Бхактисиддханты Сарасвати и Бхактивиноды Тхакура.
Особое значение имеет праздник «Ратха-ятра» («Праздник колесниц»), в ходе которого божества Джаганнатхи, Баладевы и Субхадры «прогуливаются» по улицам города. Традиция празднования Ратха-ятры началась в Индии, в городе Пури, более 2000 лет назад. В гаудия-вайшнавизме этот праздник не имеет фиксированной даты и обычно проходит летом. Раньше «Ратха-ятра» проводилась только в Пури, но потом последователи Чайтаньи стали праздновать её и в других местах Индии и за её пределами. К началу XXI века красочную процессию Ратха-ятры, участники которой тянут за канаты большие колесницы, по форме напоминающие индуистский храм, можно увидеть во многих крупных городах мира (Лондоне, Нью-Йорке, Лос-Анджелесе, Париже, Сиднее, Дурбане, Рио-де-Жанейро, Киеве, Москве, Санкт-Петербурге и др.). В Ратха-ятре могут принимать участие все желающие.
Кришнаиты отмечают также экадаши — одиннадцатый день после новолуния и одиннадцатый день после полнолуния каждого месяца. В экадаши не едят пищу, приготовленную из зерна и бобовых. Экадаши рекомендуется посвящать посту и духовным занятиям.
Многие кришнаиты регулярно совершают паломничества в святые места в Индии «дхамы» или «тиртхи», прежде всего во Вриндавану, Майяпур и Пури. Эти места связаны с лилами Кришны и считаются проявлением на Земле Его вечной обители.
Находясь в дхаме, паломник должен следовать особым правилам, заниматься духовной практикой и регулярно посещать храмы, а также совершать парикраму святых мест. Считается, что, исполняя все эти предписания, можно ощутить и непосредственно узреть в дхаме присутствие Кришны.

### Этикет, распорядок дня, правила чистоты
В гаудия-вайшнавизме принято почтительно относиться ко всем. Считается, что старшим вайшнавам необходимо оказывать почтение, а младшим — поддержку и покровительство. Гуру и санньяси оказывают особое почтение. При виде санньяси необходимо отдавать ему поклоны. Среди кришнаитов принято ежедневно кланяться друг другу, прося прощения за все вольные или невольные обиды, нанесённые в течение дня. Кланяться друг другу также принято при встрече после долгой разлуки. Кришнаитов учат тому, что к любой женщине, кроме собственной жены, следует относиться как к матери. При обращении к не замужним девушкам обращаются «ди-ди», замужних и пожилых женщин обычно почтительно называют «матаджи», что означает «мать» или «матушка», причем суффикс -джи используется для выражения почтения в высокой степени.
Самым благоприятным для духовной практики временем суток считается раннее утро, в особенности период за полтора часа до восхода солнца, называемый брахма-мухурта. Поэтому кришнаиты стараются рано ложиться и рано вставать. Живущие в ашрамах как правило поднимаются до восхода солнца, принимают омовение и отправляются на утреннее богослужение мангала-арати, затем каждый кришнаит индивидуально повторяет на чётках мантру Харе Кришна, после этого следует лекция по «Бхагавата-пуране» и совместное принятие прасада. Вечером происходит ещё одно богослужение и совместное изучение священных писаний. Те кришнаиты, у которых есть своя семья, часто придерживаются собственного распорядка дня, однако и они стараются вставать по возможности раньше, чтобы посвятить ранние утренние часы духовной практике.
Кришнаитам рекомендуется заботиться о своём теле, так как считается, что в каждом теле присутствует Кришна в своей локализованной ипостаси Параматмы, то есть тело представляет собой не что иное, как храм Бога. Также рекомендуется соблюдать правила гигиены и чистоты тела, поэтому принято совершать полное омовение один-два раза в день, ежедневно надевать чистую одежду и поддерживать в чистоте жильё.

### Кришнаитская тилака
В гаудия-вайшнавизме тилака обычно приготавливается из глины Вриндаваны. Кришнаиты наносят тилаку из двух вертикальных линий, олицетворяющих «лотосные стопы» Кришны. Следуя линии своего основателя Чайтаньи Махапрабху, кришнаиты поклоняются Радхе и Кришне через посредничество одного из их близких приближённых или слуг, такой как Туласи. Поэтому они используют рисунок на переносице в форме листка туласи, предложенного к стопам Кришны. Кришнаиты считают, что только по милости Туласи или другого чистого преданного возможно обрести чистую любовь к Радхе и Кришне.

## История
В историческом развитии гаудия-вайшнавизма выделяется три основные периода. Первый начался с проповеди основоположника гаудия-вайшнавизма Чайтаньи Махапрабху в Навадвипе в XVI веке и завершился в первой половине XVIII века, когда наступил период упадка бенгальского вайшнавизма. На этот период приходится жизнь и деятельность всех авторов, создавших философско-богословскую систему гаудия-вайшнавизма: Рупы Госвами, сформулировавшего понятие бхакти-расы; Дживы Госвами, сыгравшего ключевую роль в систематизации гаудия-вайшнавской доктрины; Баладевы Видьябхушаны, составившего комментарии к главным текстам веданты и др. Следующий период — период упадка XVIII — XIX веков, в который не было создано сколько-нибудь выдающихся трудов. Третий период — период нового подъёма движения Чайтаньи, был ознаменован выдающимся творчеством Бхактивиноды Тхакура, его сына Бхактисиддханты Сарасвати и распространением гаудия-вайшнавизма за пределы Индии благодаря проповеди Бхактиведанты Свами Прабхупады и основанной им вайшнавской организации Международное общество сознания Кришны.

### Приход вайшнавизма в Бенгалию
По мнению учёных, вайшнавизм появился в Бенгалии в эпоху Гуптов или вскоре после падения их империи в VI веке. Возможно, что первые бенгальские вайшнавы были последователями школы бхагаватов — одной из ранних традиций кришнаизма. Об этом свидетельствует наскальная надпись в Сушунии, скульптуры в Пахарпуре, надписи XI века в Белаве (в которых упоминается Кришна) и ряд других памятников. В начале XII века бенгальский поэт Умапати Дхара написал поэму «Чандрачуда-чарита», а также ряд песен о Радхе и Кришне на санскрите и бенгали. Примерно к этому же периоду относится наиболее яркое литературное свидетельство того, что вайшнавизм к тому времени уже прочно укоренился на бенгальской почве — это поэма Джаядевы «Гита-говинда» (XI век). Главным действующим лицом «Гита-говинды» выступает Кришна, причём не как аватара Вишну, но как изначальная ипостась Бога и источник всех остальных аватар. Это понимание Кришны отражено в «Дашаватара-стотре» («Гимне десяти аватарам»), одном из гимнов «Гита-говинды», в котором Джаядева выражает почтение Кришне, называя его «Принимающим десять обличий». «Гита-говинда», сочетавшая в себе санскритскую учёность с лиричностью народной поэзии сразу же приобрела большую популярность. За относительно короткое время к ней были написаны более 40 комментариев и более 10 подражаний. В XIV—XV веках в Бенгалии широко распространились песни Видьяпати на майтхили, наряду с «Гита-говиндой» заслужившие особое почитание вайшнавов. Другой крупный бенгальский автор этого периода, Чандидас, писал песни о Радхе и Кришне, хотя сам принадлежал к традиции шактизма.

### Период Чайтаньи

#### Бенгалия конца XV века
Несмотря на то, что к концу XV века в Бенгалии существовала заметная вайшнавская литературная традиция, вайшнавизм не получил там широкого распространения, значительно уступая по популярности буддизму и тантризму. Главным культурным и интеллектуальным центром Бенгалии был город Навадвипа, находившийся под властью мусульман. Навадвипа была известна по всей Бенгалии и за её пределами как центр традиционной брахманской учёности. Наиболее известным брахманом-эрудитом этого периода был Рагхунандана Бхаттачарья, — ортодоксальный религиозный законник, составивший объёмный свод правил, регулирующих кастовые отношения. Одной из основных достопримечательностей Навадвипы была школа «новой логики» (навья-ньяя), в которой господствовал дух секулярной учёности. Главной заботой здесь было приобретение светского образования, а вовсе не поиск решения вопросов, связанных с душой и Богом. Вайшнавы Навадвипы рассматривали всё это как плачевный упадок религии. Так, в пьесе Кавикарнапуры «Чайтанья-чандродая-натака» сообщается о «ложных аскетах», «дурных тантриках», о людях, предающихся мясоедению и винопитию. Вриндавана Даса в поэме «Чайтанья-бхагавата» говорит о царящем повсюду безверии и религиозном формализме.

#### Молитвы Харидасы Тхакура и Адвайты Ачарьи
Духовным лидером вайшнавов Навадвипы в то время был Адвайта Ачарья, последователь знаменитого вайшнавского подвижника Мадхавендры Пури. Санатана Госвами в своём труде «Вайшнава-тошани» называет его «тем, кто посадил в мире древо кришна-бхакти-расы». Другим известным деятелем вашнавизма в Бенгалии того времени был Харидаса Тхакур, обратившийся в вайшнавизм из ислама. В «Чайтанья-чаритамрите» Кришнадасы Кавираджи рассказывается, что удручённые царившим вокруг безбожием и материализмом, Харидаса Тхакур и Адвайта Ачарья молили Кришну о том, чтобы он явился спасти мир. Ответом на их молитвы было нисшествие в мир Чайтаньи Махапрабху — основателя гаудия-вайшнавизма.

#### Жизнь и деятельность Чайтаньи

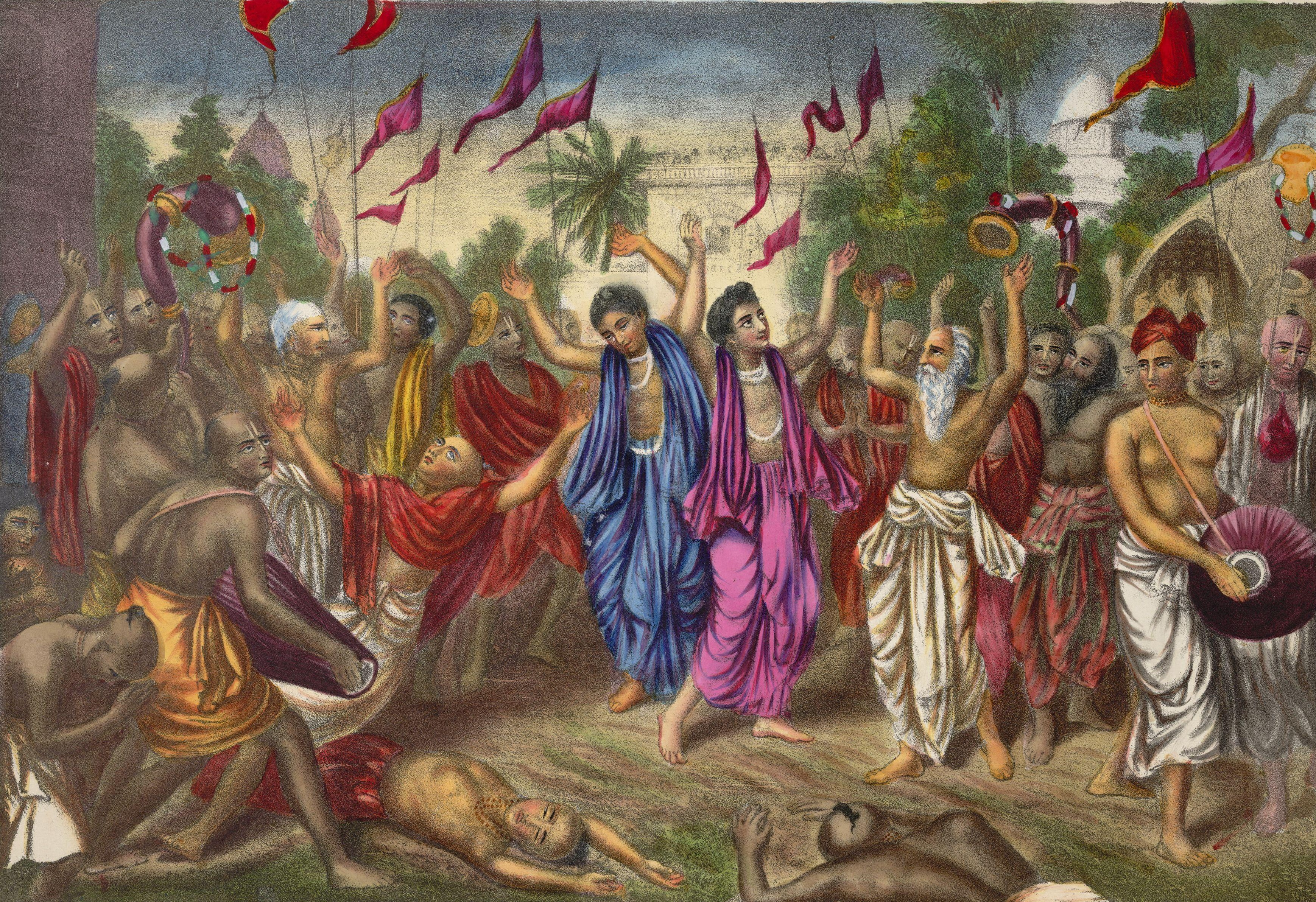
Чайтанья и Нитьянанда проводят киртан на улицах Навадвипы.

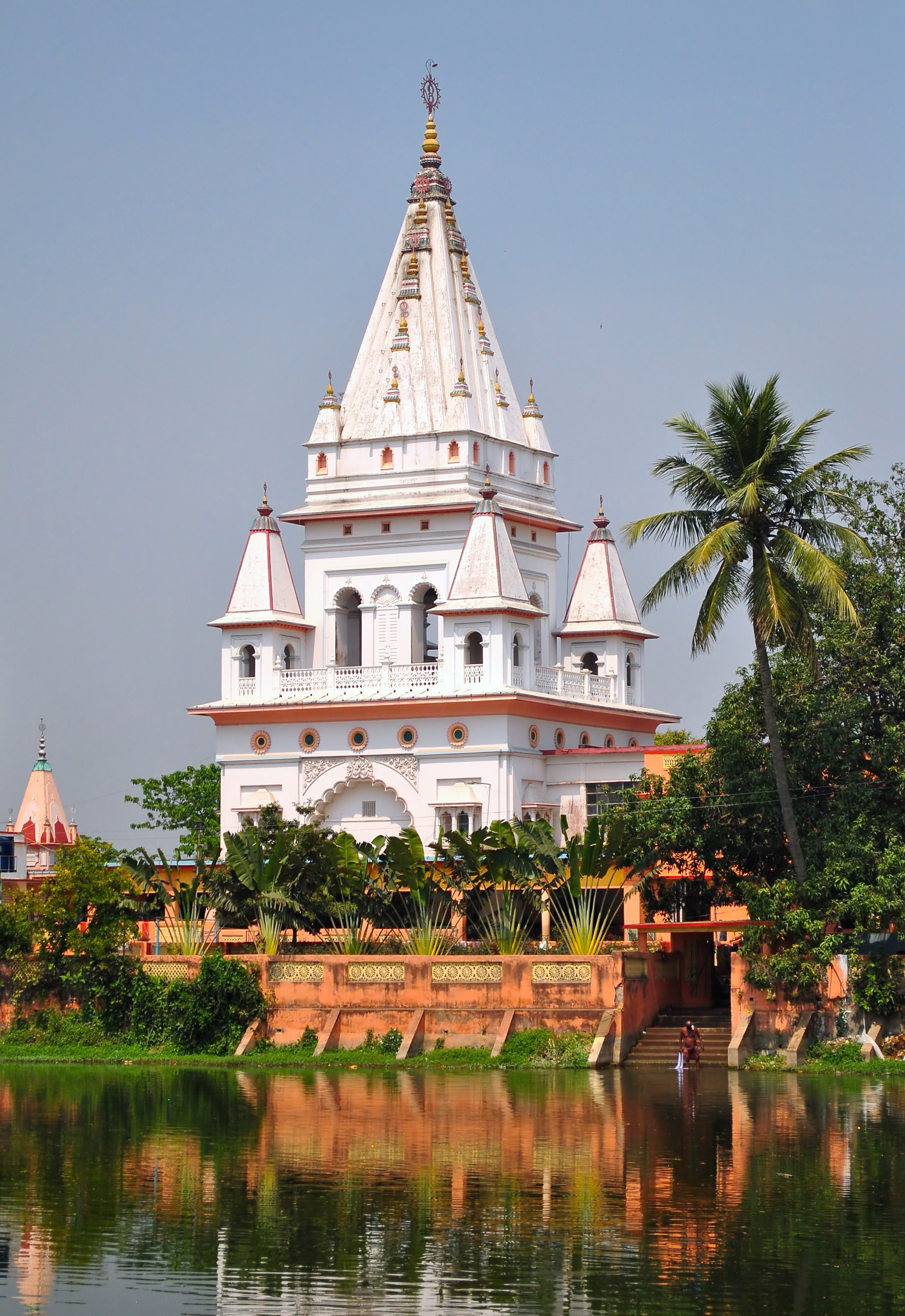
Храм на месте рождения Чайтаньи. Воздвигнут Бхактивинодой Тхакуром в 1880-е годы.

Чайтанья родился в 1486 году в одной из брахманских семей Навадвипа. С ранней юности он прославился своей учёностью и даже открыл собственную школу, где преподавал логику, санскрит и другие предметы. В 1509 году Чайтанья отправился в Гаю, с целью совершить там поминальный обряд по умершему отцу. Там он повстречал ученика Мадхавендры Ишвару Пури, принадлежавшего к сампрадае Махвачарьи брахма-сампрадае и получил у него духовное посвящение. Чайтанья выбрал сампрадаю Мадхвы, потому что был очень признателен Мадхвачарье за опровержение теории майявады, яростным борцом с которой он был. Майявада убивает любовь, а Чайтанья пришёл, чтобы учить безоговорочной любви к Богу.
После инициации Чайтанья начал проявлять признаки необычайного религиозного вдохновения; он прекратил заниматься преподавательской деятельностью и целиком посвятил себя проповеди. Став свидетелями произошедших с ним перемен, родные и друзья Чайтаньи вскоре начали воспринимать его как нисшедшего в мир Бога. Вместе с ним они предавались экстатическому киртану (пению имён Кришны), что вызвало враждебность ортодоксальных жителей Навадвипы и привело к конфликту с мусульманскими властями. Как рассказывается в поэме Кришнадаса «Чайтанья-чаритамрита», конфликт этот закончился тем, что мусульманский наместник Навадвипа перешёл в вайшнавизм и издал указ, запрещающий как-либо препятствовать киртану Чайтаньи и его последователей. После этого, Чайтанья вместе со своими сподвижниками начал проповедовать по всей Бенгалии, не встречаясь более с проблемами подобного рода.
Вскоре, Чайтанья оставил семейную жизнь и принял санньясу. Он совершил паломничество в Южную Индию, где посетил известные индуистские религиозные центры и приобрёл множество последователей. Под влиянием проповеди Чайтаньи, к нему присоединились люди самой разной этнической, кастовой и религиозной принадлежности. После этого Чайтанья отправился в основные святые места северного вайшнавизма — Вриндаван и Матхуру. По пути туда он встретился с будущими крупными кришнаитскими богословами Санатаной Госвами и Рупой Госвами. Чайтанья дал им наставления, которые впоследствии легли в основу доктрины гаудия-вайшнавизма.
В дальнейшем Чайтанья поселился в Пури (Орисса), где провёл последние 24 года своей жизни в окружении учеников и последователей, среди которых были известный брахмана-эрудит Сарвабхаума Бхаттачарья и раджа Ориссы Пратапарудра. Последние годы своей жизни Чайтанья, поглощённый религиозными переживаниями, общался только с наиболее близкими спутниками. Незадолго до своего ухода он продиктовал им своё единственное произведение «Шикшаштаку» («Поучение в восьми стихах»).

### Период расцвета: XVI—XVII века
После смерти Чайтаньи его ученики и последователи успешно распространили основанное им движение. История движения и жизнь главных последователей Чайтаньи описывается в таких текстах как «Бхакти-ратнакара» и «Нароттама-виласа» Нарахари Чакраварти, «Према-виласа» Нитьянанды Дасы, «Расика-мангала» Гопиджанаваллабхи и других. В Бенгалии, движение возглавил Вирабхадра, который был сыном Нитьянанды — ближайшего сподвижника Чайтаньи и вдова Нитьянанды Джахнава Деви; в Матхуре и Вриндаване лидерами кришнаитов стали так называемые Госвами Вриндавана (Рупа, Санатана, Джива и др.); в Ориссе — Шьямананда и Расикананда; гаудия-вайшнавизм также проник в Ассам и такие города Западной Индии, как Джайпур, Лахор, Мултан и Пандарпур. Последователи Чайтаньи систематизировали его учение в собственных философских и богословских трудах, наиболее значительные из которых принадлежали перу Рупы Госвами, Санатаны Госвами и Дживы Госвами. Также было написано большое количество агиографий, посвящённых Чайтанье и его последователям; появилось множество сочинений самых разнообразных жанров — поэм, религиозных гимнов и песен. Бенгальский вайшнавизм повлиял даже на невайшнавских авторов. Так, например, некоторые бенгальские последователи шактизма в посвящениях к своим трудам восхваляли Чайтанью как аватару Кришны.
Период XVI — XVII веков был периодом наибольшего расцвета гаудия-вайшнавизма. Важной частью религиозной жизни бенгальских вайшнавов стали празднества, уличные шествия (санкиртана) и многолюдные совместные трапезы. В 1574 году лидеры всех групп кришнаитов в первый раз собрались вместе на фестивале в Кхетури, организованном женой Нитьянанды Джахнавой Деви. Фестиваль в Кхетури помог систематизировать и окончательно выделить гаудия-вайшнавизм как отдельную ветвь вайшнавизма. Такие фестивали стали проводиться регулярно: на них разрозненные группы бенгальских вайшнавов получали возможность ознакомиться как с практическими, так и с богословскими тонкостями гаудия-вайшнавизма каждой ветви. В них могли участвовать все желающие, включая неприкасаемых, поскольку в гаудия-вайшнавизме достоинство человека определялось вовсе не кастой, а преданностью Богу. Так, в «Чайтанья-бхагавате» приводятся универсалистские заявления Харидасы Тхакура, сподвижника Чайтаньи, который говорит, обращаясь к мусульманскому наместнику: «Послушай, отец, Всевышний у всех один, различие только в именах, которыми Его наделяют индусы и мусульмане. В Коране и Пуранах говорится об одной и той же Высшей цели — едином и неделимом вечном Сущем, чистом и нетленном. Во всей полноте восседает Он в каждом сердце».
На деньги богатых последователей и почитателей были построены многочисленные храмы. Только в Пури было сооружено около 300 храмов, посвящённых Кришне и Чайтанье, а во Вриндаване — более 500. Крупнейшие вайшнавские мыслители этого периода — Вишванатха Чакраварти и Баладева Видьябхушана (XVII—XVIII века) — продолжили разработку философско-богословской системы гаудия-вайшнавизма. Вишванатха Чакраварти в своих трудах, таких как «Рага-вартма-чандрика», разъяснил основные спорные моменты в кришнаитском богословии относительно понимания практики рагануга-бхакти. Его ученик Баладева Видьябхушана написал знаменитый комментарий к «Веданта-сутре» под названием «Говинда-бхашья».

### Упадок: XVIII—XIX века
В конце XVIII века наступил упадок гаудия-вайшнавизма. Проповедническая деятельность практически прекратилась и продолжали возникать разнообразные ортодоксальные и неортодоксальные «толки», что проистекало уже из того факта, что сам Чайтанья не инициировал учеников, и ещё при нём возникли несколько линий ученической преемственности. В части из которых первоначальное учение Чайтаньи передавалось в сильно изменённом виде, такие новообразованные группы получили название апасампрадай, а их последователи стали называться сахаджиями. С другой стороны, в среде бенгальских вайшнавов, под влиянием брахманской ортодоксии начали образовываться своего рода касты: появились «потомственные» брахманы-госвами, которые владели храмами и передавали по наследству право служения в них, что грубо противоречило первоначальным универсалистским принципам движения. А среди монашествующих, так называемых бабаджитов, акцентировалась эротическая сторона в деяниях Кришны и Чайтаньи. В результате к началу XIX века гаудия-вайшнавизм пришёл в упадок.

### Новый подъём: XIX—XX века
Новый подъём движения Чайтаньи начался во второй половине XIX века. Произошёл он благодаря активной деятельности Бхактивиноды Тхакура (1838—1914), возобновившего проповедь гаудия-вайшнавизма в Бенгалии и Ориссе и выступившего инициатором распространения учения Чайтаньи за пределами Индии. Бхактивинода написал и издал много книг на санскрите, бенгали и, впервые в истории бенгальского вайшнавизма, на английском. Так, в 1869 году он опубликовал книгу «The Bhagavat: Its Philosophy, Its ethics & Its Theology», а в 1896 году — «Sri Chaitanya Mahaprabhu. His Life and Precepts», книгу, которую он отослал в несколько западных университетов и библиотек.

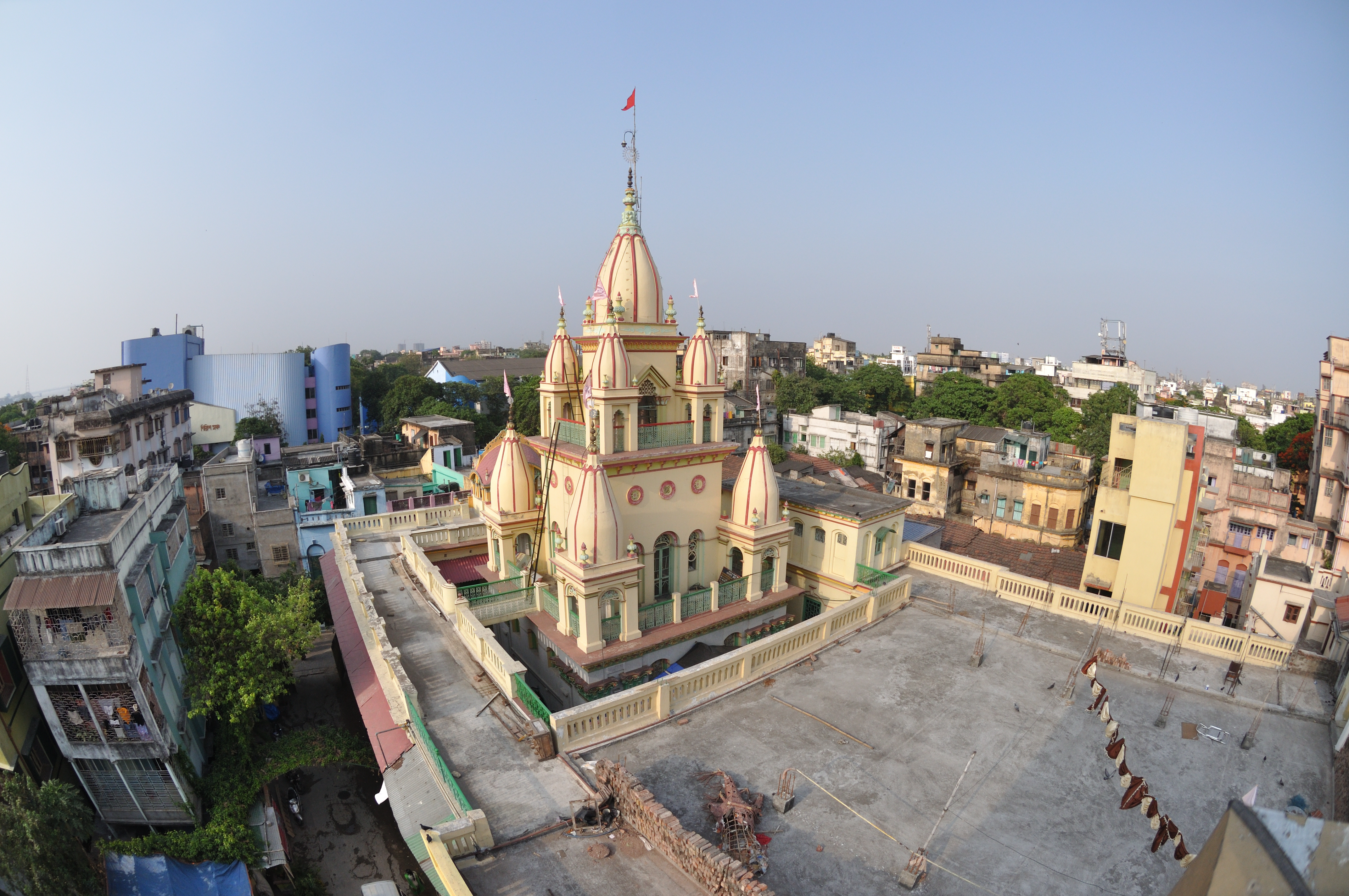
Шри Гаудия матх (Калькутта, осн. 1930) — бывшая штаб-квартира Гаудия-матха, ныне центр Миссии Гаудия.

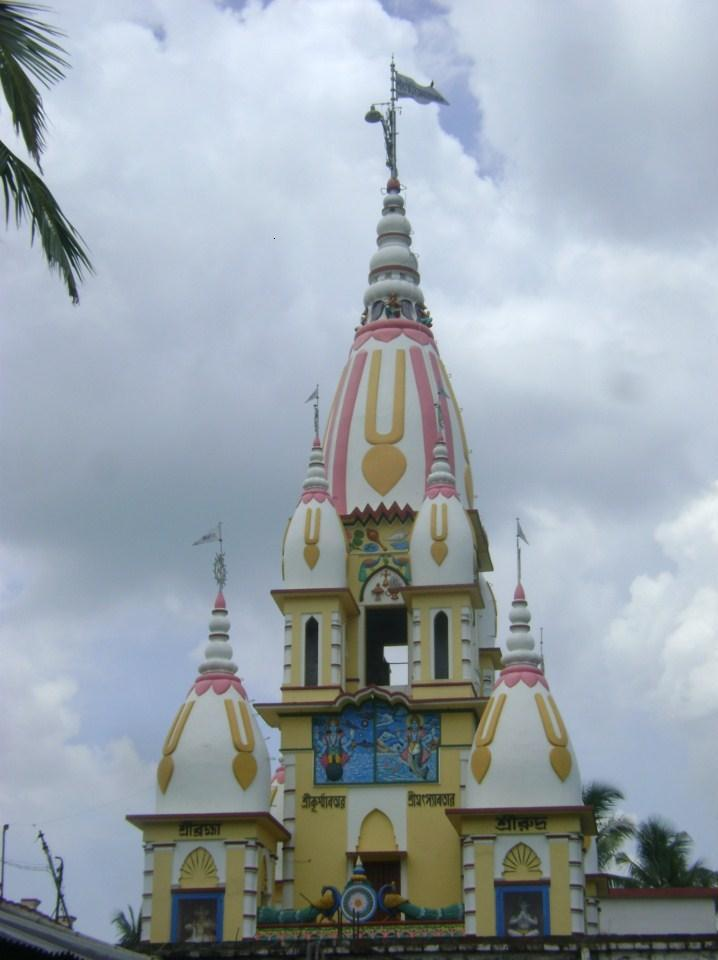
Девананда гаудия матх в Набадвипе, Западная Бенгалия («Шри Гаудия Веданта Самити»).

Сын Бхактивиноды, Бхактисиддханта Сарасвати (1874—1937), продолжил дело своего отца. Проповедовал он не только в Бенгалии и Ориссе, но и в других индийских штатах. В 1918 году он создал всеиндийское религиозное объединение «Гаудия-матх», основавшее десятки общин и храмов, которое, однако, раскололось после его смерти на две организации: «Миссия Гаудия» под руководством Ананты Васудэвы Прабху (преемника Бхактисиддханты Сарасвати в качестве ачарьи Гаудия-матха) и «Шри Чайтанья Матх» под руководством Кунджабихари Видьябусаны (Бхакти Виласы Тиртхи). Ряд деятелей «Гаудия-матха», не согласных с духом этих двух организаций, впоследствии основали собственные матхи и миссии. Эта ветвь гаудия-вайшнавизма получила название «сарасвата гаудия-вайшнавизма».
Среди всех направлений вайшнавизма, гаудия-вайшнавизм оказался наиболее способным к пересадке на иную почву, распространившись с середины XX века далеко за пределы Индии как на Запад, так и на Восток, и заняв там прочные позиции. Распространение этой традиции на Западе началось с 1902 года, когда санньяси Баба Премананда Бхарати (1858—1914) из ривайвелистского круга последователей бенгальского гуру Прабху Джагадбандху прибыл в США, где выступал с лекциями, основал существовавшее непродолжительное время общество «Кришна-самадж» (Krishna Samaj) в Нью-Йорке и храм в Лос-Анджелесе. В 1904 в Нью-Йорке он опубликовал, по оценкам отдельных исследователей, первый обширный трактат гаудийя-вайшнавизма на английском «Sree Krishna—the Lord of Love»: автор отослал её экземпляр Л. Н. Толстому, который был буквально изумлён и впоследствии цитировал её текст в своём знаменитом открытом «Письме индусу». Последователи Бабы Бхарати позднее создали несколько организаций, в том числе ныне не действующие «Order of Living Service» и «AUM Temple of Universal Truth».
Другую миссию в 1930-е годы инициировал
Бхактисиддханта Сарасвати послал своих учеников-санньяси проповедовать в Европу. Их проповедь в Европе не увенчалась успехом, однако они сумели обратить в вайшнавизм несколько немцев и англичан. Наконец, уже в 1960-е годы, ученик Бхактисиддханты Сарасвати, Бхактиведанта Свами успешно проповедал гаудия-вайшнавизм на Западе — сначала в США, а потом и в других странах мира. В 1965 году он прибыл в Нью-Йорк и год спустя основал Международное общество сознания Кришны (ИСККОН). Это религиозное движение современных последователей Чайтаньи, также известное как Движение сознания Кришны, существует большинстве стран мира, в том числе и в России. Помимо Движения сознания Кришны, являющегося наиболее крупным и влиятельным кришнаитским объединением, во многих странах мира, включая Россию, действуют отделения и других вайшнавских объединений того же самого толка. Примером могут служить такие организации, как «Шри Гаудия Веданта Самити» и «Шри Чайтанья Сарасват Матх», также представляющие движение, основанное Чайтаньей.
В современной Индии миллионы бенгальцев, множество жителей Ориссы, Уттар-Прадеш, Манипура и других индийских штатов остаются приверженцами традиции гаудия-вайшнавизма. В общинах бенгальских кришнаитов поддерживается традиционный жизненный уклад и традиционная система передачи знания. При этом следует помнить, что далеко не все они являются приверженцами версии реформаторского Гаудия-матха Бхактисиддханты Сарасвати и многие являются последователями семейных кастовых брахманов-госвами, обычно вне членства в какой-либо организации.

#### История гаудия-вайшнавизма в России
История гаудия-вайшнавизма в России началась в 1971 году с визита в Москву Бхактиведанты Свами Прабхупады, который посетил СССР по приглашению посольства Индии. В СССР Прабхупада тайно встретился с заведующим отдела Индии и Южной Азии Института востоковедения АН СССР профессором Г. Г. Котовским и с 23-летним москвичём Анатолием Пиняевым, который стал первым русским кришнаитом. После отъезда Прабхупады, Анатолий начал распространять гаудия-вайшнавизм в разных городах России.
В 1981 году на страницах одного из номеров журнала «Коммунист» появилось высказывание тогдашнего заместителя председателя КГБ Семёна Цвигуна:
Существует три величайшие угрозы советскому образу жизни: западная культура, рок-н-ролл и Харе Кришна
.
Это высказывание послужило сигналом к решительным действиям со стороны советских властей. Первые российские кришнаиты подверглись репрессиям: более шестидесяти кришнаитов были брошены в тюрьмы, три человека погибли. Впоследствии эти уголовные дела были пересмотрены и признаны сфальсифицированными, а все осуждённые кришнаиты были реабилитированы в соответствии с Законом «О реабилитации жертв политических репрессий».

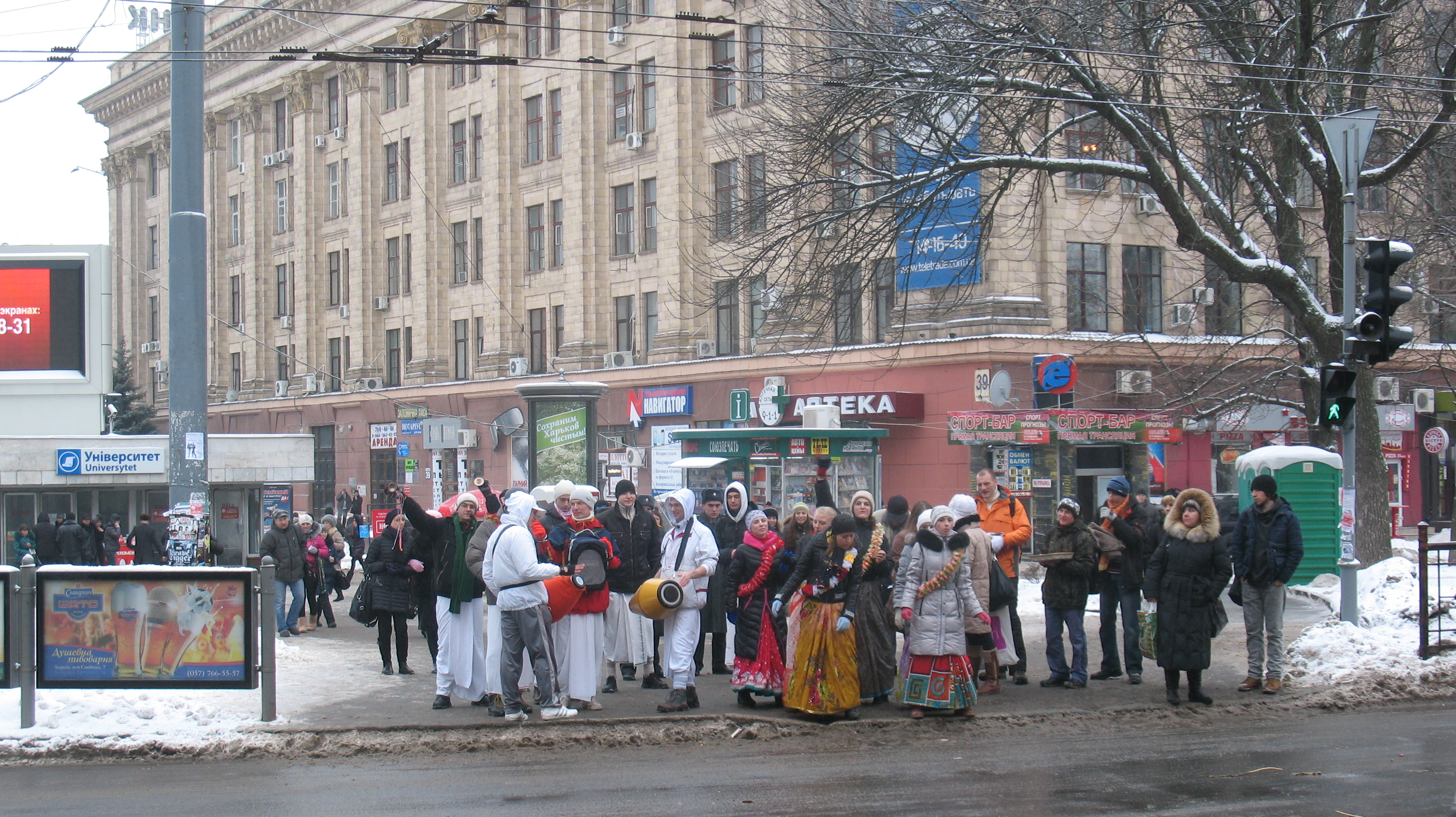
Кришнаиты на Сумской в Харькове, 2013

В 1988 году Международное общество сознания Кришны (ИСККОН) было официально зарегистрировано в СССР как религиозная организация. ИСККОН стал первой религиозной организацией, зарегистрированной в советский период, так как в течение долгих лет Совет по делам религий при Совете Министров СССР не регистрировал никаких новых религиозных организаций.
В начале 90-х годов XX века в России появились и другие гаудия-вайшнавские организации, берущие начало в Гаудия-матхе, что, по мнению российского религиоведа С. И. Иваненко, явилось естественным продолжением развития гаудия-вайшнавской миссии. Так, в этот период, в России получили развитие Шри Чайтанья Сарасват Матх, Шри Гопинатх Гаудия Матх, Шри Чайтанья Гаудия Матх, Шри Бхактиведанта Гаудия Матх (ныне как Международное общество чистой бхакти-йоги), а также «Миссия Чайтаньи», основанная одним из учеников Бхактиведанты Свами Прабхупады — Сиддха Сварупанандой Свами (Крисом Батлером), ещё при жизни Бхактиведанты Свами Прабхупады он отошел от ИСККОН и создал свою независимую организацию.

## Современные объединения
На сегодняшний день существует много организаций бенгальского кришнаизма, многие из которых являются ветвями реформаторского Гаудия-матха (не все). Гаудия-вайшнавизм ныне представлен и другими организациями, исповедующими иные версии бенгальского вишнуизма, а также организационно не оформленными гуру. Ниже дан список наиболее авторитетных, крупных и известных за пределами Индии объединений в хронологическом порядке:
- Миссия Гаудия[англ.] (Gaudiya Mission), основатель Ананта Васудэв Прабху (1940)[56];
- Шри Гаудия Веданта Самити (Sri Gaudiya Vedanta Samiti), основатель Бхактипрагьяна Кешава Госвами (1940)[57];
- Шри Чайтанья Матх (Sri Chaitanya Math), основатель Кунджабихари Видьябусана[58];
- Шри Чайтанья Сарасват Матх (Sri Chaitanya Saraswat Math), основатель Бхакти Ракшак Шридхара Госвами (1941)[59];
- Шри Чайтанья Гаудия Матх (Sri Chaitanya Gaudiya Math), основатель Бхактидайита Мадхава Госвами (1953)[60];
- Шри Харидас Нивас (Sri Haridas Niwas), основатель Харидас Шастри (1965)[61];
- Международное общество сознания Кришны (International Society for Krishna Consciousness), основатель Бхактиведанта Свами Прабхупада (1966)[62];
- Шри Кришна-Чайтанья миссия (Sri Krishna Chaitanya Mission), основатель Бхакти Вайбхава Пури Госвами (1966)[63];
- Шри Чайтанья према самстхана (Sri Caitanya Prema Samsthana, SCPS), основатель Шриватса Госвами (1972)[64];
- Институт знания о тождественности (Science of Identity Foundation), основатель Сиддхасварупананда Парамахамса (Крис Батлер) (1977)[65];
- Шри Шри Радха-Говиндаджи траст (Sri Sri Radha Govindaji Trust), основатель Свами Бон (1979);
- Вринда — Вриндаванский институт вайшнавской культуры и исследований (Vrinda — The Vrindavan Institute for Vaisnava Culture and Studies), основатель Парамадвайти Свами[исп.] (Ульрих Харлан) (1984)[66];
- Шри Чайтанья Вайшнава санга (Sri Chaitanya Vaishnava Sanga), основатель Турия Дас Махасая (1984);
- Шри Чайтанья санга (Sri Caitanya Sanga), основатель Трипурари Свами (1985)[67];
- Шри Гопинатх Гаудия Матх (Sri Gopinatha Gaudiya Math), основатель Бхакти Прамод Пури Госвами (1989)[68];
- Шри Нарасингха Чайтанья Матха траст (Sri Narasingha Chaitanya Matha Trust), основатель Бхакти Гаурава Нарасингха (1995)[69];
- Движение за возрождение ИСККОН (ISKCON Revival Movement[англ.]) (2000)[70];
- Международное общество чистой бхакти-йоги (International Pure Bhakti Yoga Society), основатель Бхактиведанта Нараяна Госвами (2004)[71].

Ряд названных и иных организаций объединены с 1994 года во Всемирную вайшнавскую ассоциацию (World Vaisnava Association — Visva Vaisnava Raj Sabha (WVA—VVRS)).
К началу XXI века, следуя примеру Бхактиведанта Свами Прабхупады, многие миссии открыли свои центры за пределами Индии. В настоящее время лидеры этих общин активно проповедуют гаудия-вайшнавизм по всему миру.

## Влияние гаудия-вайшнавизма на индийскую культуру и общество
Касательно демографии, приверженцы гаудия-вайшнавизма представлены во всех слоях индийского общества, но выявлена тенденция, бенгальцы-вайшнавы в основном принадлежат к средним кастам, в то время как высшие, а также низшие касты и племена Бенгалии преимущественно шактисты.
Гаудия-вайшнавизм оказал значительное влияние на социальную и культурную жизнь Бенгалии и некоторых других регионов Индии. Согласно одному из современных исследователей, система, созданная Дживой Госвами — крупнейшим богословом и философом бенгальского вайшнавизма, принадлежит к числу величайших в истории индийской мысли.
Гаудия-вайшнавизм имеет богатую литературную традицию. Как отмечают многие исследователи, литературное наследие гаудия-вайшнавизма как в количественном, так и в качественном отношении является уникальным. Также уникально воздействие, которое оказывала и оказывает религиозная литература данной традиции на литературу Бенгалии, Ориссы и других регионов Индии. С. К. Дэ пишет следующее: «Одной из важнейших особенностей движения Чайтаньи была необычайная литературная активность его участников. Непосредственным доказательством силы и жизненности их вдохновения может служить огромное количество созданных ими произведений, как на учёном классическом санскрите, так и на живом народном языке. Объём, разнообразие и яркость литературы движения поразительны. С одной стороны, в изобилии представленная в песенном и повествовательном жанрах на национальных языках, она поистине дала начало новой литературной эпохе, особенно если учесть значительность её вклада, его разнообразие и красоту. С другой стороны, благодаря своей добротной и тщательно проработанной продукции в области богословия, философии и ритуала, а также яркой и сочной поэзии на санскрите, она внесла вклад в санскритскую учёность и обогатила санскритскую религиозную литературу».
В лице своего основателя Чайтаньи Махапрабху, гаудия-вайшнавизм сыграл одну из ведущих ролей в движении бхакти, которое оказало огромное влияние на индийскую культуру, и, по мнению А. А. Куценкова, содействовало её интеграции, сложению из разнородных социальных и культурных элементов в самобытное единство. Вместе с другими направлениями кришнаизма, гаудия-вайшнавизм оказал значительное воздействие на социальную жизнь тех регионов Индии, где он был наиболее распространён. Этому способствовали свойственные бенгальскому вайшнавизму социальная направленность, интерес к человеческой личности и гуманизм. Так, А. Н. Чаттерджи пишет: «Движение, инициированное Чайтаньей, можно рассматривать как социально-реформистское, поскольку в нём отвергались кастовые различия и табу. Его результатом было возникновение среди вайшнавов Бенгалии и Ориссы новой общины единомышленников, которые руководствовались новыми социальными нормами. Даже последователи других направлений в этом регионе не избежали воздействия доктрины, выдвинутой Чайтаньей. Точно также, значительное влияние Чайтаньи испытало средневековое общество Ассама».
Бенгальские мыслители усвоили как отдельные понятия, так и целые понятийные системы, почерпнутые из самых разных областей традиционной индийской культуры. В бенгальской мысли, самобытную и схоластически изощрённую трактовку получили многие понятия, ключевые не только для вайшнавизма, но и для индуизма в целом. Всё это наряду с другими факторами явилось базой для глубокого и многостороннего религиозно-философского синтеза, осуществлённого кришнаитскими мыслителями.

## Научное изучение гаудия-вайшнавизма
Гаудия-вайшнавизм является предметом систематических исследований преимущественно для бенгальских учёных. На Западе посвящённых ему работ вышло значительно меньше, чем в Индии, а в советской и российской науке они почти полностью отсутствуют. Первые научные исследования гаудия-вайшнавизма появились после периода Бенгальского Ренессанса, пробудившего интерес к литературному наследию Бенгалии, частью которого является гаудия-вайшнавская литература. Пробуждению этого интереса, в частности, способствовала деятельность кришнаитского богослова, поэта и проповедника Бхактивиноды Тхакура (1838—1914), опубликовавшего ряд произведений кришнаитских авторов XVI—XVIII веков.
В 1907 году в Калькутте вышла книга Ш. К. Гхоша (1840—1911) «Господь Гауранга», посвящённая Чайтанье; она привлекла к себе внимание как бенгальской интеллигенции, так и англичан. Затем появились первые исследования литературы гаудия-вайшнавизма, которые были в основном филологическими. Среди них наиболее значительными были труды индийского филолога и исследователя бенгальской литературы Динеша Чандры Сена: «Chaitanya and His Age». Calcutta, 1922; «Caitanya and His Companions». Calcutta, 1917; «The Vaishnava Literature of Medieval Bengal». Calcutta, 1917; «History of Bengali Language and Literature». Calcutta, 1911. К этому же периоду относится книга М. Т. Кеннеди «Движение Чайтаньи» — первая научная работа о гаудия-вайшнавизме на Западе. В этом религиоведческом исследовании наряду с анализом литературного творчества гаудия-вайшнавских авторов, давались сведения об истории и культовой стороне традиции. В последствии к этой теме обратились такие исследователи как С. Сен и Сушил Кумар Дэ; последнему принадлежит целый ряд значительных работ, в частности, «Ранняя история религиозного учения и движения вайшнавов в Бенгалии» — глубокое исследование гаудия-вайшнавизма на английском языке с подробным обзором творчества всех ранних кришнаитских авторов.
В работах Сушила Кумара Дэ, однако, уделяется очень мало внимания таким выдающимся авторам XVII—XVIII веков как Вишванатха Чакраварти и Баладева Видьябхушана, без чего изучение наследия гаудия-вайшнавизма не может считаться полным. В другой из своих работ, статье «Философия бенгальского вайшнавизма», С. К. Дэ анализирует доктрину гаудия-вайшнавизма. К историко-филологическим исследованиям прежде всего принадлежат труды М. Мансимхи и Ч. Даса, в которых оценивается вклад гаудия-вайшнавизма в литературу Ориссы. Роль гаудия-вайшнавизма в становление бенгальской литературы характеризуется в работе «Очерки истории бенгальской литературы» исследовательницы В. А. Новиковой, вышедшей в СССР в 1965 году.
В 1930-е годы вышел в свет ряд историко-религиоведческих исследований С. Даса, Б. Ч. Пала и Дж. Н. Саркара, в которых немало внимания уделено доктрине гаудия-вайшнавизма. К числу важных работ также принадлежит вышедшая в 1939 году на бенгали книга Б. Маджумдара «Шри-чайтанья-чаритера упадана», в которой содержится богатый источниковедческий материал. Много работ подобного рода стало появляться начиная с 1960-х годов. Среди них можно выделить исследования А. К. Маджумдара, Дж. Чакраварти, Р. Чакраварти, П. Мукерджи, А. Н. Чаттерджи. В труде С. К. Мукерджи «A Study of Vaisnavism in Ancient and Medieval Bengal (up to the advent of Chaitanya)» (1956) освещается период, предшествовавший возникновению школы Чайтаньи. В своей книге «Srikrsna Caitanya. A Historical Study on Gaudiya Vaisnavism» («Шри Кришна Чайтанья. Историческое изучение гаудия-вайшнавизма») А. Н. Чаттерджи глубоко проанализировал воздействие гаудия-вайшнавизма на различные стороны социальной и культурной жизни Бенгалии, Ориссы и Ассама. Также вышли интересные работы российской исследовательницы Н. М. Корабельник, посвящённые социальным аспектам учения Чайтаньи. В последние десятилетия появился ряд статей по разным вопросам истории, литературы, религии и мировоззрения кришнаитов. К ним принадлежат работы Н. Дельмонико, Ч. Чаттерджи, Н. Хейна, Дж. Т. О’Коннела, Д. М. Вулф, Э. К. Димока, Ф. Харди и др.
С. Дасгупта посвятил несколько глав IV тома «Истории индийской философии» богословию и философии гаудия-вайшнавизма. Проанализировав труды Дживы Госвами и Баладевы Видьябхушаны, он объективно изложил доктрину бенгальского вайшнавизма. В одной из начальных глав этого же тома С. Дасгупта дал оценку учению о «непостижимой единораздельности». С. Радхакришнан уделяет гаудия-вайшнавизму немногим больше полутора страниц в своём труде «Индийская философия»; чуть больше можно найти у М. Роя в его «Истории индийской философии». С. Чатгерджи и Д. Датта не удостаивают вниманием не только гаудия-вайшнавизм, но и школу Мадхвы. Один из самых объёмных трудов по философии и богословию гаудия-вайшнавизма, «Доктрина бенгальского вайшнавизма», вышел на бенгали и принадлежит перу Р. Натха. Также представляют интерес монографии С. Чакраварти, Свами Б. В. Тиртхи, С. Наранг, С. М. Элкмана и К. К. Брахмачари. В работе О. Б. Л. Капура «The Philosophy and Religion of Sri Caitanya (The Philosophical background of the Hare Krishna Movement)» (1976) дан сравнительный анализ важнейших концепций гаудия-вайшнавизма и других школ веданты. По мнению российского деятеля и исследователя вайшнавизма С. В. Ватмана, автора книги «Бенгальский вайшнавизм», «О. Б. Л. Капур отыскивает удачные параллели между доктриной бенгальского вайшнавизма и западной философией. К сожалению, несмотря на глубокое знание предмета, он не всегда основывается на первоисточниках, что иногда приводит его к предвзятым суждениям. В противоположность О. Б. Л. Капуру, С. Наранг в своей монографии последовательно основывается на тексте; но несмотря на добросовестность этой работы, ей недостает философского анализа; к тому же автор не задаётся целью выяснить роль и место Баладевы Видьябхушаны среди других комментаторов главных текстов веданты». В трудах Э. Димока проводится параллель между мистическим учением бенгальского вайшнавизма и западноевропейским средневековым мистицизмом, а К. К. Брахмачари, в своей небольшой, но ёмкой статье, характеризует главные положения четырёх первых «Сандарбх» Дживы Госвами.
Другой раздел литературы, играющий огромную роль в исследовании гаудия-вайшнавизма и дающий возможность взглянуть на предмет «изнутри», проясняя многие его существенные элементы — это труды вайшнавских богословов и историков XIX—XX веков — Бхактивиноды Тхакура, Бхактиведанты Свами Прабхупады и др.